# Dagnente
Dagnente (Dagnént in lombardo) è una frazione del comune italiano di Arona. Fu comune autonomo fino al 1928.
La località è divenuta famosa soprattutto per il suo piccolo cimitero, luogo di sepoltura di due illustri personaggi:
1. prima che fosse trafugata, il cimitero conservava la salma del popolare presentatore televisivo Mike Bongiorno. In seguito al suo ritrovamento essa non fu però riportata a Dagnente;
2. il "Bardo della Democrazia", lo scrittore ed uomo politico Felice Cavallotti, padre del radicalismo italiano e fondatore dell'originario Partito Radicale Italiano.

In memoria di Felice Cavallotti nel cimitero di Dagnente fu eretto un monumento ad opera di Troubetskoj e di Conconi. Nel luglio del 2008 il comune di Arona ha patrocinato un'iniziativa realizzata in collaborazione con l'associazione Pro Dagnente "Felice Cavallotti" e l'azienda Red Tronics di Castelletto Ticino, per la rivalorizzazione del monumento. Il monumento è stato illuminato con un impianto a led di ultima generazione, donando così al monumento ed alla memoria del "Bardo" nuova vita.
Dagnente ospita una chiesa in onore di San Giovanni Battista, conosciuta sin dal 1159, che si caratterizza per il proprio sagrato, risalente agli anni 1917-18, e per le opere raffiguranti alcune scene tratte dalla vita del santo. Il campanile della chiesa è staccato dall'edificio principale. La chiesa, collocata in prossimità del cimitero, fu oggetto di lavori di ampliamento tra il 1714 ed il 1719 e poi ancora nel 1839, quando vi vennero erette accanto le quattordici stazioni della Via Crucis. Oggi ne restano solo quattro.